# Contea di Coos (Oregon)
La contea di Coos (in inglese Coos County) è una contea dello Stato dell'Oregon, negli Stati Uniti. La popolazione al censimento del 2000 era di 62 779 abitanti. Il capoluogo di contea è Coquille.

## Geografia
La contea si trova nel sud-est dello Stato e si affaccia sull'Oceano Pacifico a ovest. Il territorio è montuoso.
Tra le aree protette troviamo il parco nazionale di Siuslaw.

### Contee confinanti
- Contea di Douglas - nord/est
- Contea di Curry - sud

## Storia
La contea fu creata nel 1853. Deve il suo nome a una tribù di nativi, i Coos, termine che può essere tradotto come "lago" o "pineta". Coquille divenne il capoluogo nel 1896.

## Comuni

### Cities
- Bandon
- Coos Bay
- Coquille (capoluogo)
- Lakeside
- Myrtle Point
- North Bend
- Powers

### Census-designated places
- Barview
- Bunker Hill
- Glasgow
- Saunders Lake